# Cunina (mitología)
En la mitología romana, Cunina era una diosa menor de los niños. 
Era la responsable de velar la cuna y proteger a los niños, también contra el mal de ojo. Pertenece a la categoría de los di indigetes o "dioses indígenas romanos". Era hermana de las diosas Cuba y Rumina.
La primitiva mitología romana se centró en los lugares e interrelaciones complejas entre los dioses y los seres humanos. En este sentido, los romanos mantuvieron una vasta selección de divinidades con áreas de autoridad inusualmente específicas. Así, un subgrupo de deidades abarcó el ámbito de la infancia y la niñez, pasada la cual, ya nadie se procupaba de invocarlas. En este ámbito, a Cunina se la invocaba como guardiana y divinidad tutelar de la cuna y protectora de la infancia.